# Associazione Calcio Legnano 1974-1975
Questa voce raccoglie le informazioni riguardanti l'Associazione Calcio Legnano nelle competizioni ufficiali della stagione 1974-1975.

## Stagione
Per questa stagione viene scelto un nuovo allenatore, Fausto Braga, già tecnico del Lilla nel campionato 1963-1964. Sul fronte acquisti, arrivano al Legnano il portiere Giuseppe Anelli, il difensore Alessandro Cribio, i centrocampisti Giovanni Rossignoli e Pietro Ghetti e gli attaccanti Paolo Aschettino e Stefano Luterani. Vengono invece venduti il centrocampista Enrico Cannata e gli attaccanti Salvatore Cascella, Tiziano Ascagni e Renato Mola.
Nella stagione 1974-75 il Legnano arriva al 20º ed ultimo posto a 27 punti, ad 8 lunghezze dalla salvezza. Retrocede quindi in Serie D, il livello più basso in sessant'anni di storia, dopo diciotto campionati consecutivi in Serie C. A metà campionato, complice il rendimento disastroso della squadra, il presidente Augusto Terreni rassegna le dimissioni lasciando spazio ad un commissario straordinario, individuato nella persona di Rolando Landoni, che esonera l'allenatore Fausto Braga. A quest'ultimo succede, sulla panchina del Legnano, Mario Trezzi, ma l'andamento della squadra non cambia. In Coppa Italia Semiprofessionisti, i Lilla si classificano al terzo ed ultimo posto del girone 4 della fase eliminatoria, risultato che non consente al Legnano di accedere ai sedicesimi di finale.

## Divise
| Casa |

## Organigramma societario
Area direttiva
- Presidente: Augusto Terreni, poi Rolando Landoni (commissario straordinario)

Area tecnica
- Allenatore: Fausto Braga, poi Mario Trezzi

## Rosa
| N. |                   | Ruolo | Calciatore        |
| -- | ----------------- | ----- | ----------------- |
|    | Italia (bandiera) | P     | Giuseppe Anelli   |
|    | Italia (bandiera) | A     | Paolo Aschettino  |
|    | Italia (bandiera) | P     | Luigi Bucci       |
|    | Italia (bandiera) | A     | Romualdo Capocci  |
|    | Italia (bandiera) | D     | Roberto Cazzani   |
|    | Italia (bandiera) | D     | Alessandro Cribio |
|    | Italia (bandiera) | C     | Pietro Ghetti     |
|    | Italia (bandiera) | C     | Luigi Giavara     |
|    | Italia (bandiera) | D     | Oscar Lesca       |

| N. |                   | Ruolo | Calciatore            |
| -- | ----------------- | ----- | --------------------- |
|    | Italia (bandiera) | A     | Stefano Luteriani     |
|    | Italia (bandiera) | D     | Attilio Papis         |
|    | Italia (bandiera) | C     | Domenico Parola       |
|    | Italia (bandiera) | C     | Sergio Robbiati       |
|    | Italia (bandiera) | C     | Giovanni Rosignoli    |
|    | Italia (bandiera) | D     | Riccardo Talarini     |
|    | Italia (bandiera) | D     | Ettorino Valentini    |
|    | Italia (bandiera) | D     | Giovacchino Vallacchi |
|    | Italia (bandiera) | C     | Giovanni Xotta        |

## Risultati

### Serie C

#### Girone di andata
| Arbitro: | Sancini (Bologna) |

|               |           |             |
| Luteriani 19’ | Marcatori | 65’ Bertoli |

| Arbitro: | Tani (Livorno) |

|           |           |               |
| Rossi 17’ | Marcatori | 68’ Luteriani |

| Arbitro: | Vitali (Bologna) |

|                                                          |           |  |
| Trabalza 25’ Bianchi 34’ Bellinazzi 75’ (rig.) Frank 83’ | Marcatori |  |

| Arbitro: | Migliore (Salerno) |

|               |           |                            |
| Luteriani 52’ | Marcatori | 16’ Farinelli 184’ Davanzo |

| Arbitro: | Ponzano (Alessandria) |

|                      |           |  |
| Mongitore 36’ (rig.) | Marcatori |  |

| Arbitro: | Prestigiovanni (Trapani) |

|                |           |  |
| Aschettino 67’ | Marcatori |  |

| Arbitro: | Baldari (Roma) |

|                             |           |                |
| Ardemagni 12’ Antonelli 85’ | Marcatori | 58’ Aschettino |

| Arbitro: | Baldoni (Ancona) |

|                   |           |              |
| Ghetti 53’ (rig.) | Marcatori | 78’ Chigioni |

| Arbitro: | Pieroni (Fabriano) |

|            |           |  |
| Pavoni 35’ | Marcatori |  |

| Arbitro: | Prato (Lecce) |

|  |           |             |
|  | Marcatori | 69’ Zandegù |

| Casale Monferrato 24 novembre 1974 11ª giornata | Juniorcasale        | 0 – 0 | Legnano | Stadio Natale Palli\| Arbitro: \| Lanzafame (Taranto) \| |
| Arbitro:                                        | Lanzafame (Taranto) |       |         |                                                          |

| Arbitro: | Grillenzoni (Finale Emilia) |

|                   |           |              |
| Ghetti 30’ (rig.) | Marcatori | 83’ Solbiati |

| Arbitro: | Bitocchi (Tivoli) |

|                   |           |                               |
| 59’ (rig.) Ghetti | Marcatori | 1’ Speggiorin 25’ Quintavalle |

| Arbitro: | Casaburi (Napoli) |

|                             |           |                   |
| Busi 11’ (rig.) Pardini 17’ | Marcatori | 57’ (rig.) Parola |

| Arbitro: | Pieri (Genova) |

|               |           |                                             |
| Luteriani 60’ | Marcatori | 17’ Gottardo 34’ Zanolla 75’ (aut.) Cazzani |

| Arbitro: | Bei (Roma) |

|                       |           |             |
| Volpati 65’ Negri 74’ | Marcatori | 85’ Capocci |

| Arbitro: | Vivarelli (Firenze) |

|                          |           |              |
| Aschettino 34’ Lesca 85’ | Marcatori | 67’ Compagno |

| Arbitro: | Frasso (Capua) |

|                                          |           |  |
| Fogolin 42’ Scolati 70’ (rig.) Piras 82’ | Marcatori |  |

| Arbitro: | Baldari (Roma) |

|                       |           |             |
| Sgrazzutti 21’ (aut.) | Marcatori | 38’ Politti |

#### Girone di ritorno
| Arbitro: | Lanzafame (Taranto) |

|  |           |                              |
|  | Marcatori | 35’ Vallacchi 79’ Rossignoli |

| Arbitro: | Rizza (Siracusa) |

|               |           |  |
| Aschettino 5’ | Marcatori |  |

| Arbitro: | Colasanti (Roma) |

|  |           |              |
|  | Marcatori | 50’ Spadetto |

| Chioggia 23 febbraio 1975 23ª giornata | Clodia Sottomarina | 0 – 0 | Legnano | Stadio Aldo e Dino Ballarin\| Arbitro: \| Bardoni (Modena) \| |
| Arbitro:                               | Bardoni (Modena)   |       |         |                                                               |

| Arbitro: | Prestigiovanni (Trapani) |

|                |           |               |
| Aschettino 29’ | Marcatori | 73’ Andreatta |

| Arbitro: | Lapi (Firenze) |

|                |           |           |
| Manservisi 40’ | Marcatori | 60’ Lesca |

| Legnano 16 marzo 1975 26ª giornata | Legnano             | 0 – 0 | Monza | Stadio Comunale\| Arbitro: \| Chiapponi (Livorno) \| |
| Arbitro:                           | Chiapponi (Livorno) |       |       |                                                      |

| Arbitro: | Grillenzoni (Finale Emilia) |

|               |           |                    |
| Mondonico 31’ | Marcatori | 17’, 80’ Luteriani |

| Arbitro: | Redini (Pisa) |

|               |           |              |
| Luteriani 42’ | Marcatori | 46’ Brunetti |

| Lecco 13 aprile 1975 29ª giornata | Lecco            | 0 – 0 | Legnano | Stadio Rigamonti\| Arbitro: \| D'Astore (Lecce) \| |
| Arbitro:                          | D'Astore (Lecce) |       |         |                                                    |

| Arbitro: | Esposito (Torre Annunziata) |

|                    |           |                        |
| Vallacchi 35’, 80’ | Marcatori | 5’ Bosca 42’ Trevisani |

| Arbitro: | Romanetti (Messina) |

|         |           |                     |
| Erba 8’ | Marcatori | 15’ (aut.) Corbetta |

| Arbitro: | Foschi (Forlì) |

|                             |           |  |
| Quintavalle 1’ Skoglund 45’ | Marcatori |  |

| Arbitro: | Tempio (Catania) |

|           |           |               |
| Lesca 36’ | Marcatori | 35’ Cherubini |

| Arbitro: | Zanchetta (Treviso) |

|                                |           |                   |
| Gambin 49’ (rig.) Gottardo 85’ | Marcatori | 81’ (rig.) Parola |

| Arbitro: | Tani (Livorno) |

|  |           |                          |
|  | Marcatori | 46’ Tosetto 78’ Veracini |

| Arbitro: | Lanzafame (Taranto) |

|                               |           |                                  |
| Fiaschi 33’ (rig.) Salati 52’ | Marcatori | 14’ Aschettino 25’ (rig.) Parola |

| Arbitro: | Bei (Roma) |

|              |           |           |
| Vallacchi 2’ | Marcatori | 82’ Piras |

| Arbitro: | Pieroni (Fabriano) |

|                          |           |  |
| Politti 31’ D'Alessi 58’ | Marcatori |  |

### Coppa Italia Semiprofessionisti

#### Fase eliminatoria a gironi
| Solbiate Arno 25 agosto 1974 1ª giornata | Solbiatese | 0 – 3 | Legnano | Stadio Felice Chinetti |

| Legnano 1º settembre 1974 3ª giornata | Legnano | 1 – 2 | Pro Patria | Stadio Comunale |

| Legnano 4 settembre 1974 4ª giornata | Legnano | 0 – 1 | Solbiatese | Stadio Comunale |

| Busto Arsizio 11 settembre 1974 6ª giornata | Pro Patria | 2 – 2 | Legnano | Stadio Carlo Speroni |

## Statistiche

### Statistiche di squadra
| Competizione                    | Punti | Totale | Totale | Totale | Totale | Totale | Totale | DR  |
| Competizione                    | Punti | G      | V      | N      | P      | Gf     | Gs     | DR  |
| ------------------------------- | ----- | ------ | ------ | ------ | ------ | ------ | ------ | --- |
| Serie C                         | 27    | 38     | 5      | 17     | 16     | 30     | 49     | -19 |
| Coppa Italia Semiprofessionisti | 3     | 4      | 1      | 1      | 2      | 6      | 5      | +1  |

### Statistiche dei giocatori
| Giocatore     | Serie C  | Serie C |
| Giocatore     | Presenze | Reti    |
| ------------- | -------- | ------- |
| G. Anelli     | 16       | 0       |
| P. Aschettino | 34       | 6       |
| L. Bucci      | 22       | 0       |
| R. Capocci    | 34       | 1       |
| R. Cazzani    | 32       | 0       |
| A. Cribio     | 5        | 0       |
| P. Ghetti     | 20       | 3       |
| L. Giavara    | 28       | 0       |
| O. Lesca      | 31       | 3       |
| S. Luterani   | 34       | 7       |
| A. Papis      | 4        | 0       |
| D. Parola     | 25       | 3       |
| S. Robbiati   | 21       | 0       |
| G. Rosignoli  | 27       | 1       |
| R. Talarini   | 21       | 0       |
| E. Valentini  | 36       | 0       |
| G. Vallacchi  | 37       | 4       |
| G. Xotta      | 11       | 0       |